# 신영일로
신영일로(Sinyeongil-ro)는 경기도 포천시 영중면 만세삼거리에서 포천시 일동면을 잇는 도로이다.

## 주요 경유지
경기도
- 포천시 (영중면 - 신북면 - 일동면)

## 노선 경로
| 이름                 | 접속 노선                 | 경유지 | 경유지 | 비고       |
| -------------------- | ------------------------- | ------ | ------ | ---------- |
| 만세삼거리           | 국도 제43호선 (호국로)    | 포천시 | 영중면 |            |
| 금주2교              |                           | 포천시 | 영중면 |            |
|                      | 신북면                    | 포천시 |        |            |
| 금주1교              |                           | 포천시 |        |            |
| 일동터널             |                           | 포천시 | 영중면 | 연장1,467m |
| 길명사거리 (길명1교) | 지방도 제368호선 (영일로) | 포천시 | 신북면 |            |
| 일동 교차로          | 국도 제47호선 (금강로)    | 포천시 | 일동면 |            |
| 기산교               |                           | 포천시 | 일동면 |            |
| 샘말사거리           | 화동로                    | 포천시 | 일동면 |            |